# 安巴圖蘭皮
19°23′0″S 47°25′0″E / 19.38333°S 47.41667°E

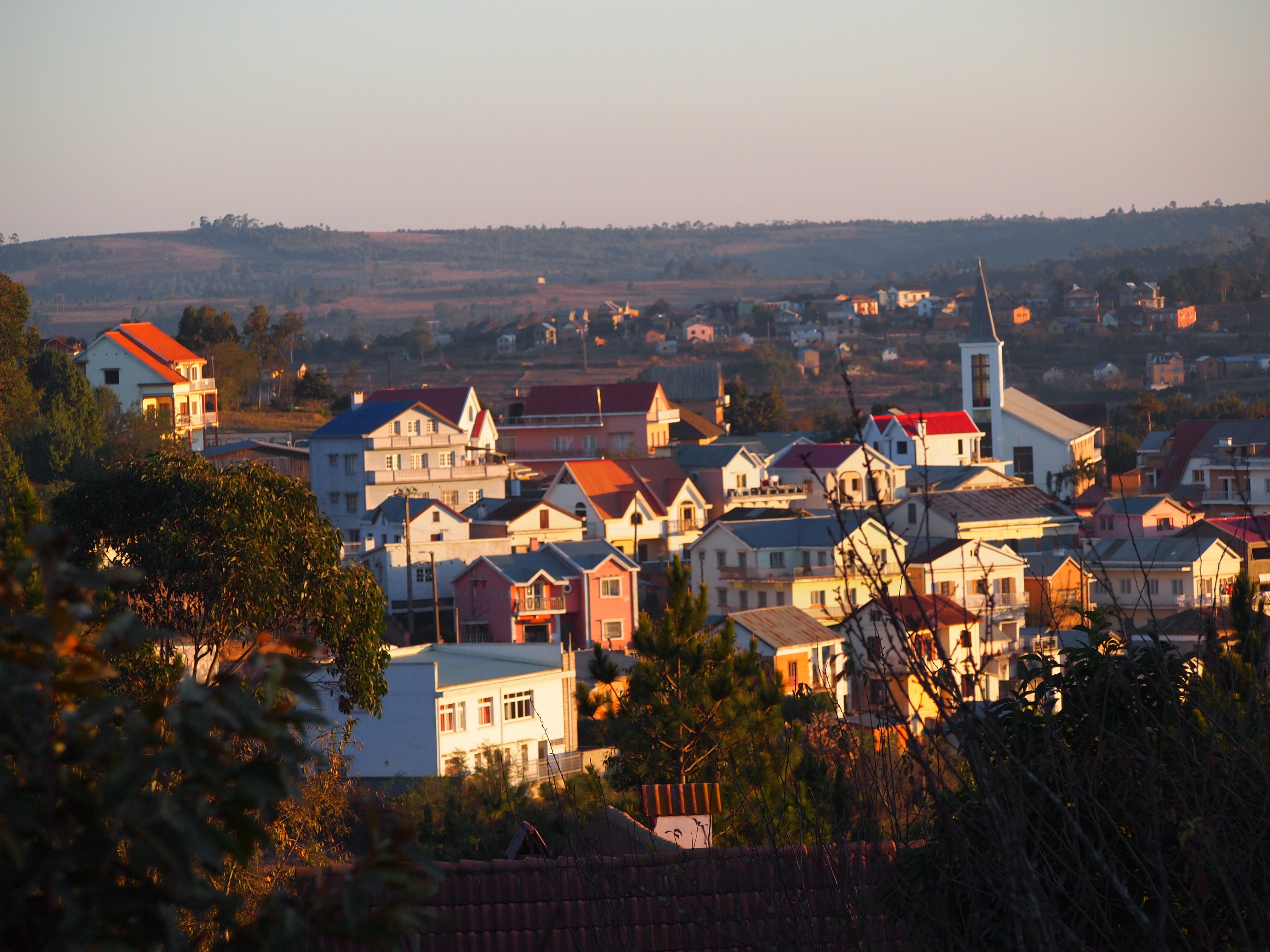
安巴圖蘭皮

安巴圖蘭皮是馬達加斯加的城鎮，位於該國中部，由瓦卡南卡拉特拉負責管轄，是安巴圖蘭皮區的首府，海拔高度1,644米，主要經濟活動是農業，2005年人口26,549。